# Nassim Boujellab
Nassim Boujellab (Hohenlimburg, 20 juni 1999) is een Marokkaans-Duits voetballer, die doorgaans speelt als centrale middenvelder. Hij maakte op 31 maart 2019 zijn debuut voor FC Schalke 04. Boujellab debuteerde in 2020 in het Marokkaans voetbalelftal.

## Clubcarrière
Boujellab doorliep de jeugdreeksen van ASSV Letmathe 98 en FC Iserlohn 46/49 om vanaf 2014 deel uit te maken van de jeugdreeksen van FC Schalke 04. Bij die laatste debuteerde hij op 31 maart 2019 in het eerste elftal. In de met 0–1 gewonnen uitwedstrijd tegen Hannover 96 kwam hij elf minuten voor tijd Suat Serdar vervangen.

## Clubstatistieken
| Seizoen | Club          | Competitie | Competitie | Competitie | Beker | Beker | Internationaal | Internationaal | Totaal | Totaal |
| Seizoen | Club          | Competitie | Wed.       | Dlp.       | Wed.  | Dlp.  | Wed.           | Dlp.           | Wed.   | Dlp.   |
| ------- | ------------- | ---------- | ---------- | ---------- | ----- | ----- | -------------- | -------------- | ------ | ------ |
| 2018/19 | FC Schalke 04 | Bundesliga | 7          | 0          | 1     | 0     | –              | –              | 8      | 0      |
| 2019/20 | FC Schalke 04 | Bundesliga | 11         | 0          | 2     | 0     | –              | –              | 13     | 0      |
| 2020/21 | FC Schalke 04 | Bundesliga | 12         | 1          | 1     | 0     | –              | –              | 13     | 1      |
| Totaal  | Totaal        | Totaal     | 31         | 1          | 4     | 0     | 0              | 0              | 35     | 1      |

Bijgewerkt op 2 april 2021.

## Interlandcarrière
Boujellab is een Marokkaans jeugdinternational.